# Бартош Талар
Бартош Талар (пол. Bartosz Talar, нар. 23 вересня 2002, Новий Сонч, Польща) — польський футболіст, півзахисник краківської «Вісли».

## Ігрова кар'єра

### Клубна
Займатися футболом Бартош Талар починав у своєму рідному місті Новий Сонч. Пізніше він проходив вишкіл в академії познаньського «Леха». У 2019 році Талар приєднався до клубної академії французького «Ліона». 
В період з 2020 по 2022 роки футболіст грав за другий склад «Ліона» в Четвертому дивізіоні чемпіонату Франції.
У 2022 році Талар повернувся до Польщі, де приєднався до краківської «Вісли» в Першій лізі. На початку 2024 року футболіст отримав важку травму і вибув з гри до кінця сезону. І змушений був пропустити переможний Кубковий фінал. В липні 2024 року Талар продовжив контракт з клубом до 2026 року.

### Збірна
У 2022 році Бартош Талар провів п'ять матчів в складі збірної Польщі (U-20).

## Титули
Вісла
 Переможець Кубка Польщі: 2023/24